# الكنيسة القبطية الأرثوذكسية في أمريكا الجنوبية

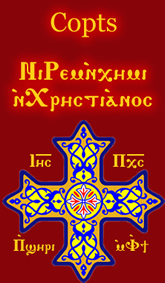
الكنيسة القبطية الأرثوذكسية في أمريكا الجنوبية

للكنيسة القبطية الأرثوذكسية في أمريكا الجنوبية أبرشيتان في بوليفيا وساو باولو البرازيل.

## تاريخ الكنيسة في بوليفيا
في عام 1997، سمع الأب أغاثون الانبا بولا عن بعض الأقباط الذين كانوا يعيشون في بوليفيا وبدأ يزورهم. استمر في خدمتهم لمدة أربع سنوات حتى طلبوا كاهنًا دائمًا. إرسل الأب يوسف الانبا بولا لخدمتهم. تلقى الأب يوسف دورات في اللغة الإسبانية قبل مجيئه إلى بوليفيا. وصل في 14 ديسمبر 2000. بدأ الأب يوسف خدماته في شقة بالإيجار تقع في منطقة فقيرة. الي ان ظل قبطي واحد فقط في بوليفيا حيث عادت العائلات الأخرى إلى مصر أو هاجرت إلى الولايات المتحدة. وصلى الأب يوسف قداسه الأول في صالة شقته بعد ثلاثة أيام من وصوله. في ذلك الوقت، لم تكن هناك كتب صلوات الكنيسة باللغة الإسبانية، ولكن في غضون ستة أشهر قام بترجمة كتب الصلوات. استمر في الصلاة في القاعة لمدة عامين. في عام 2006، رسم البابا شنودة الأب أغاثون أسقفًا على أبرشية ساو باولو وكل البرازيل.
بدأ الأب يوسف بتعليم الأطفال والشباب الترانيم القبطية باللغتين القبطية والإسبانية. بدأ في التواصل بانتظام مع العديد من البوليفيين. كثيرا ما سألوه عن لباسه ولحيته والصليب الذي يرتديه. عندما علموا أنه مسيحي، بدأوا يسألونه عن معتقداته وعن الكنيسة القبطية الأرثوذكسية. شرح لهم الأرثوذكسية وأظهر لهم محبة المسيح. أحبهم الأب يوسف وأحبوه. أمضى وقتًا معهم، واستمع إلى مشاكلهم، وساعدهم في الحلول، وقدم لهم النصائح الروحية. بدأ العديد من الخدمات الروحية والاجتماعية. تعرفوا على الكنيسة القبطية واحتضنوها واعتمدوا. أجرى الأب يوسف الأسرار المعمودية والميرون والزواج ومسحة المرضى. كتب كتابًا عن الكنيسة القبطية باللغة الإسبانية ونشر كتاب القداس القبطي الأسباني. وبتوجيه من البابا شنودة الثالث وبمساعدة الأب د. مايكل إدوارد، كاهن كنيسة القديس مرقس في كليفلاند، استمرت خدمة الأب يوسف في النمو.

### كنيسة القديسة مريم ومارمرقس
بحلول عام 2002، كانت الكنيسة تنمو بسرعة من حيث العدد والخدمات. بحث الأب يوسف عن أرض لبناء كنيسة. وجد مكان به صالة كبيرة وملعب مناسب لهذا الغرض وقام بشرائه. اهتمت وسائل الإعلام بالنمو السريع للكنيسة ودعت الأب يوسف لإجراء مقابلات في الصحف والتلفزيون. تزايدت الأنشطة باستمرار لشعب الكنيسة. وشمل ذلك التدريس والطبخ والحرف اليدوية. في عام 2003، جلب المزيد من الأراضي وبنى قاعة للأنشطة لاستخدامها في الخدمات المختلفة.

#### بناء الكنيسة
في عام 2004 بدأ الأب يوسف في بناء الكنيسة الجديدة كما هي اليوم. في غضون تسعة أشهر، كان هيكل المبنى قد اكتمل. بعد ذلك بوقت قصير، سافرت تاسوني سوسن من مصر لرسم أيقونات الكنيسة. صممت الايقونستاس على الطراز القبطي من قبل البوليفيين.
في 13 فبراير 2006، قام البابا شنودة الثالث، برفقة أساقفة وكهنة، بزيارة بوليفيا لتكريس كنيسة القديسة مريم ومارمرقس. وقد قوبلوا بترحيب حار من البوليفيين. كان الحدث على الهواء مباشرة على الراديو، وعلي التليفزيون داخل بوليفيا، وموثق في الصحف المحلية. وحضر التكريس عدد من أعضاء الكنسية والسياسيون.
في 11 يونيو 2006، رسم البابا شنودة الأب يوسف أسقفًا على بوليفيا. في العام التالي في يونيو أحضر الأسقف الانبا يوسف الأب هيدرا الأنبا بولا للخدمة معه في بوليفيا. لاحقًا، انضم إليهم الأخ ميلاد ورسمه الأسقف الانبا يوسف في 15 نوفمبر 2009 كاهنا بأسم القس أنطونيوس. وأنضم الأخ رياض للخدمة كشماس في عام 2010.

### كنيسة بوليفيا في القرن الحادي والعشرين
اعتبارا من 2012 , بلغ شعب الكنيسة حوالي 450 قبطي يحضرون خدمات الكنيسة بانتظام. الكنيسة القبطية معروفة بين البوليفيين وفي وسائل الإعلام حيث تتحدث الصحف عن الكنيسة وأنشطتها.
الكنيسة لديها مخبز صغير وورشة نجارة تخدم المجتمع في بوليفيا. افتتح الأسقف الانبا يوسف مؤخرا مركز البابا شنودة الثالث الطبي. أضافت الكنيسة مكتبة ومركز كمبيوتر لمساعدة الشباب في دراستهم. الخطوة التالية هي فتح دار للأيتام ودار رعاية نهارية لمساعدة أطفال الشوارع.
كرّس البابا شنودة يوم الأحد 12 فبراير 2006 كنيسة القديس مرقس القبطية الأرثوذكسية في ساو باولو بالبرازيل. في اليوم التالي، كرس البابا كنيسة القديسة مريم وكنيسة مارمرقس في سانتا كروز، بوليفيا.

## الأساقفة
يوجد العديد من الكنائس والتجمعات القبطية الأرثوذكسية في أمريكا الجنوبية، ويوجد بالكنيسة حاليًا أسقفان رسموا في عام 2006 يخدمون في أمريكا الجنوبية.
1. أغاثون، أسقف أبرشية ساو باولو وكل البرازيل، والذي يخدم بشكل أساسي المناطق الناطقة باللغة البرتغالية.[6][7]
2. يوسف، أسقف أبرشية سانتا كروز وكل بوليفيا.

## روابط خارجية
- أبرشية بوليفيا
- أبرشية ساو باولو وجميع أبرشية البرازيل